# Pozorty (Olsztyn)
Pozorty (deutsch Posorten) ist eine Ortschaft im Stadtgebiet von Olsztyn (deutsch Allenstein), der Hauptstadt der Woiwodschaft Ermland-Masuren, und gehört zum Stadtteil Olsztyn Brzeziny.

## Geographische Lage
Pozorty liegt im nördlichen Bereich von Olsztyn Brzeziny im Süden der Stadt Olsztyn, drei Kilometer vom Stadtzentrum entfernt.

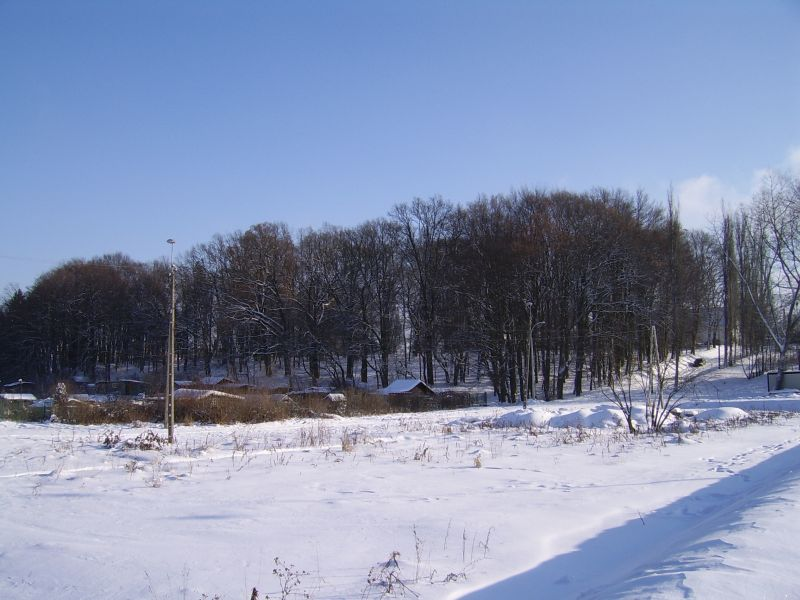
Blick auf den Park Pozorty im Winterkleid

|  |

## Geschichte

### Ortsgeschichte
Das genaue Gründungsjahr von Posorten mit seiner Domäne und dem Park aus dem 18./19. Jahrhundert ist nicht belegt. 1785 wird es als „Königliches Vorwerk im Hauptamt Allenstein im Kreis Heilsberg“ erwähnt. Bei der Volkszählung am 3. Dezember 1861 hat das Domänenvorwerk fünf Wohnhäuser und 71 Einwohner, von denen 34 Deutsch als Muttersprache angaben.
Am 7. Mai 1874 wurde Posorten Amtsdorf und damit namensgebend für einen Amtsbezirk im Kreis Allenstein in der preußischen Provinz Ostpreußen.
Die Volkszählung am 1. Dezember 1905 erbrachte für das Gut Posorten acht Wohnhäuser bei 207 Einwohnern, von denen 165 Polnisch als Muttersprache nannten. Vor 1908 wurde der Gutsbezirk Althof, Domäne, (polnisch Stary Dwór) nach Posorten eingegliedert, und am 30. September 1928 der Gutsbezirk Posorten zur Landgemeinde Jomendorf (polnisch Jaroty) im  Amtsbezirk Klein Bertung (polnisch Bartążek) umgegliedert.

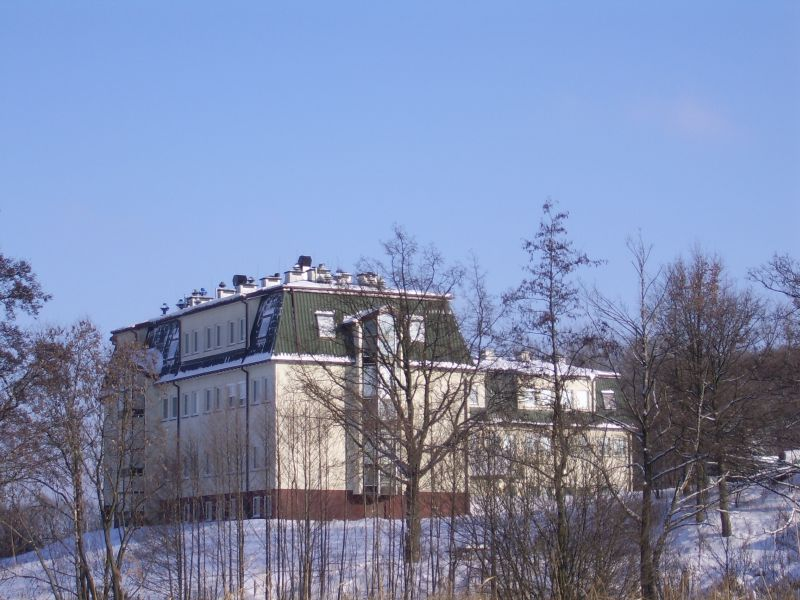
Das Institut für Tierzucht und Lebensmittelforschung im winterlichen Pozorty

In Kriegsfolge wurde 1945 das gesamte südliche Ostpreußen an Polen abgetreten. Posorten erhielt die polnische Namensform „Pozorty“ und ist heute eine Ortschaft im Stadtteil Olsztyn Brzeziny der Stadt Olsztyn, bis 1998 der Woiwodschaft Olsztyn, seither der Woiwodschaft Ermland-Masuren zugehörig.

### Amtsbezirk Posorten (1874–1930)
Bei seiner Errichtung im Jahre 1874 gehörten vier Kommunen zum Amtsbezirk Posorten. Bei seiner Auflösung am 1. August 1930 lediglich noch eine:
| Deutscher Name             | Polnischer Name | Anmerkungen                                                               |
| -------------------------- | --------------- | ------------------------------------------------------------------------- |
| Allenstein, Schloßfreiheit |                 | 1919 nach Allenstein umgemeindet                                          |
| Althof                     | Stary Dwór      | vor 1908 nach Posorten eingemeindet                                       |
| Deuthen                    | Dajtki          | 1930 in den Amtsbezirk Kudippen umgegliedert                              |
| Posorten                   | Pozorty         | 1928 in die Landgemeinde Jomendorf/Amtsbezirk Klein Bertung eingegliedert |

## Kirche
Bis 1945 war Posorten in die evangelische Kirche Allenstein in der Kirchenprovinz Ostpreußen der Kirche der Altpreußischen Union, außerdem in die römisch-katholische Kirche (Groß) Bertung (polnisch Bartąg) im damaligen Bistum Ermland eingepfarrt.
Heute gehört Pozorty katholischerseits zur Kirche des Hl. Franz von Assisi in Olsztyn Kortowo (Kortau) im jetzigen Erzbistum Ermland, evangelischerseits zur Christus-Erlöser-Kirche Olsztyn in der Diözese Masuren der Evangelisch-Augsburgischen Kirche in Polen.

## Verkehr
Pozorty liegt an der ul. Juliana Tuwima, die als südliche Innenstadtumfahrung die beiden  Woiwodschaftsstraßen DW 527 und DW 598 miteinander verbindet und quer durch den Stadtteil Olsztyn Brzeziny verläuft. Durch Pozorty führt eine Nebenstraße zur Siedlung Gruszowe Sady. Eine Bahnanbindung hat Pozorty nicht.